# 阿方索库尼亚
阿方索库尼亚是巴西马拉尼昂州的一个市镇。总面积371.247平方公里，总人口5653人，人口密度15.2人/平方公里。